# Sojus TMA-14

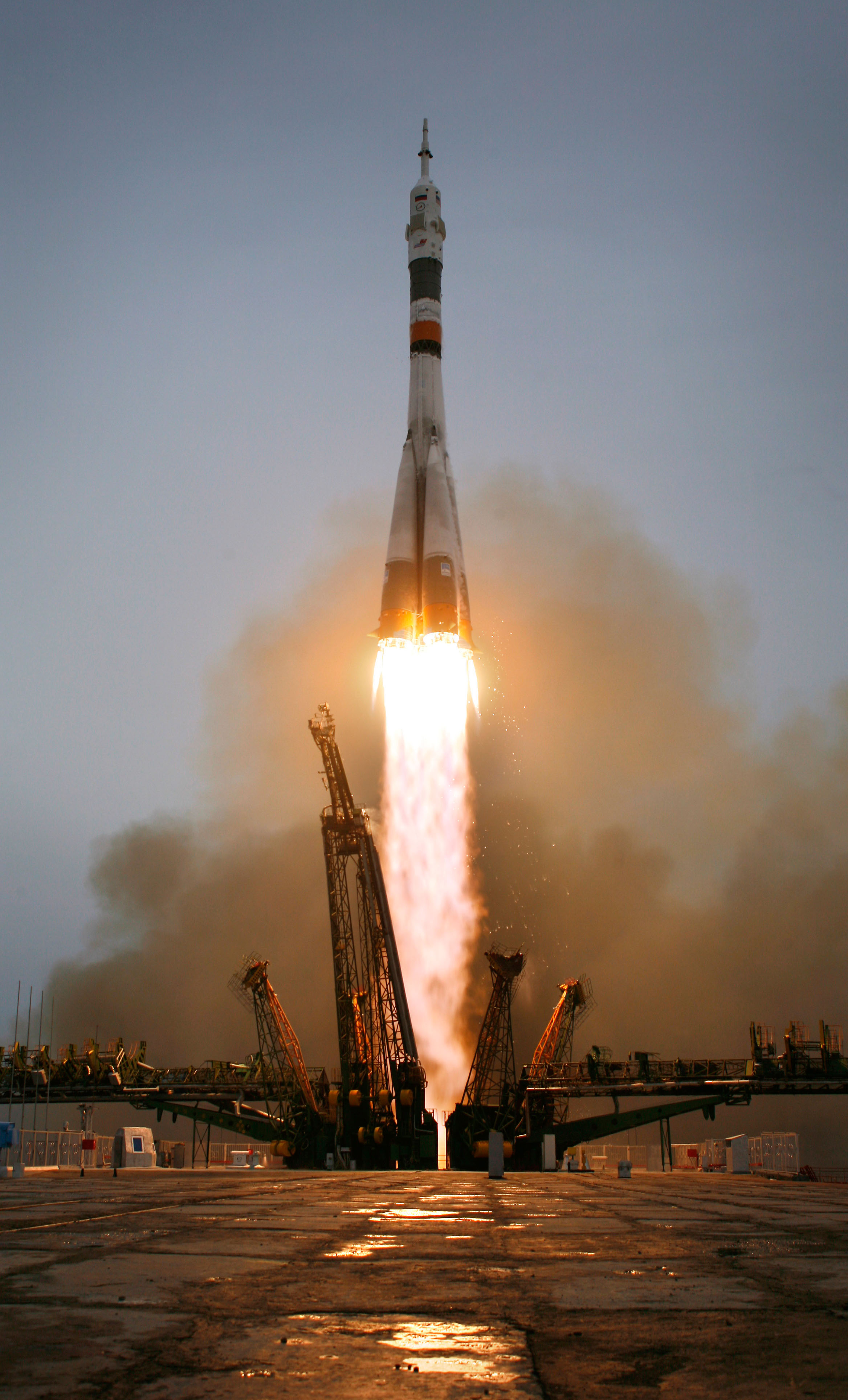
Start der Sojus TMA-14

Sojus TMA-14 ist eine Missionsbezeichnung für den Flug des russischen Raumschiffs Sojus zur Internationalen Raumstation (ISS). Im Rahmen des ISS-Programmes trägt der Flug die Bezeichnung ISS AF-18S. Die Mission war der 18. Besuch eines Sojus-Raumschiffs an der ISS und der 124. Flug im Sojusprogramm.
Ziel der Mission war es, die beiden Raumfahrer Gennadi Padalka und Michael Barratt an Bord der Internationalen Raumstation zu bringen und die Sojus TMA-13 als Rettungskapsel ersetzen. Padalka und Barratt arbeiteten im Rahmen der ISS-Expeditionen 19 und 20 auf der Station.

## Besatzung

### Startbesatzung
- Gennadi Iwanowitsch Padalka (3. Raumflug), Kommandant (Russland/Roskosmos)
- Michael Barratt (1. Raumflug), Bordingenieur  (USA/NASA)
- Charles Simonyi (2. Raumflug) Weltraumtourist (USA/Space Adventures)[1]

### Ersatzmannschaft
- Maxim Wiktorowitsch Surajew (für Padalka)
- Jeffrey Williams (für Barratt)
- Esther Dyson (für Simonyi)

### Rückkehrbesatzung
- Gennadi Iwanowitsch Padalka (3. Raumflug), Kommandant (Russland/Roskosmos)
- Michael Barratt (1. Raumflug), Bordingenieur  (USA/NASA)
- Guy Laliberté (1. Raumflug), Weltraumtourist (Kanada/Space Adventures)[2]

## Missionsüberblick
Sojus TMA-14 startete am 26. März 2009 um 11:49 UTC in Baikonur, Kasachstan. Mit an Bord war der amerikanische Softwareentwickler Charles Simonyi, der damit als erster Weltraumtourist zwei Flüge ins All absolviert hat. Während des automatischen Anflugs auf die ISS am 28. März meldete der Bordcomputer 150 Meter vor dem Andocken fälschlicherweise eine Steuerdüsenstörung und hätte die Kapsel wieder von der Station weggeführt. Daraufhin entschied Pilot Gennadi Padalka zusammen mit dem Kontrollzentrum, das Annäherungsmanöver manuell fortzusetzen und koppelte um 13:05 UTC, neun Minuten früher als geplant, erfolgreich an. Um 16:36 UTC wurde die Schleuse zwischen Sojus und ISS geöffnet, und die Besatzung wurde von den Mitgliedern der ISS-Expedition 18 empfangen.
Das Raumschiff blieb bis zum 11. Oktober 2009 an der Raumstation angedockt. Mit der Abkopplung wurde die ISS-Expedition 20 offiziell beendet. Bei seinem Rückflug nahm es außer Padalka und Barratt auch den Weltraumtouristen Guy Laliberté zurück zur Erde.